# Parque Nacional de Soomaa

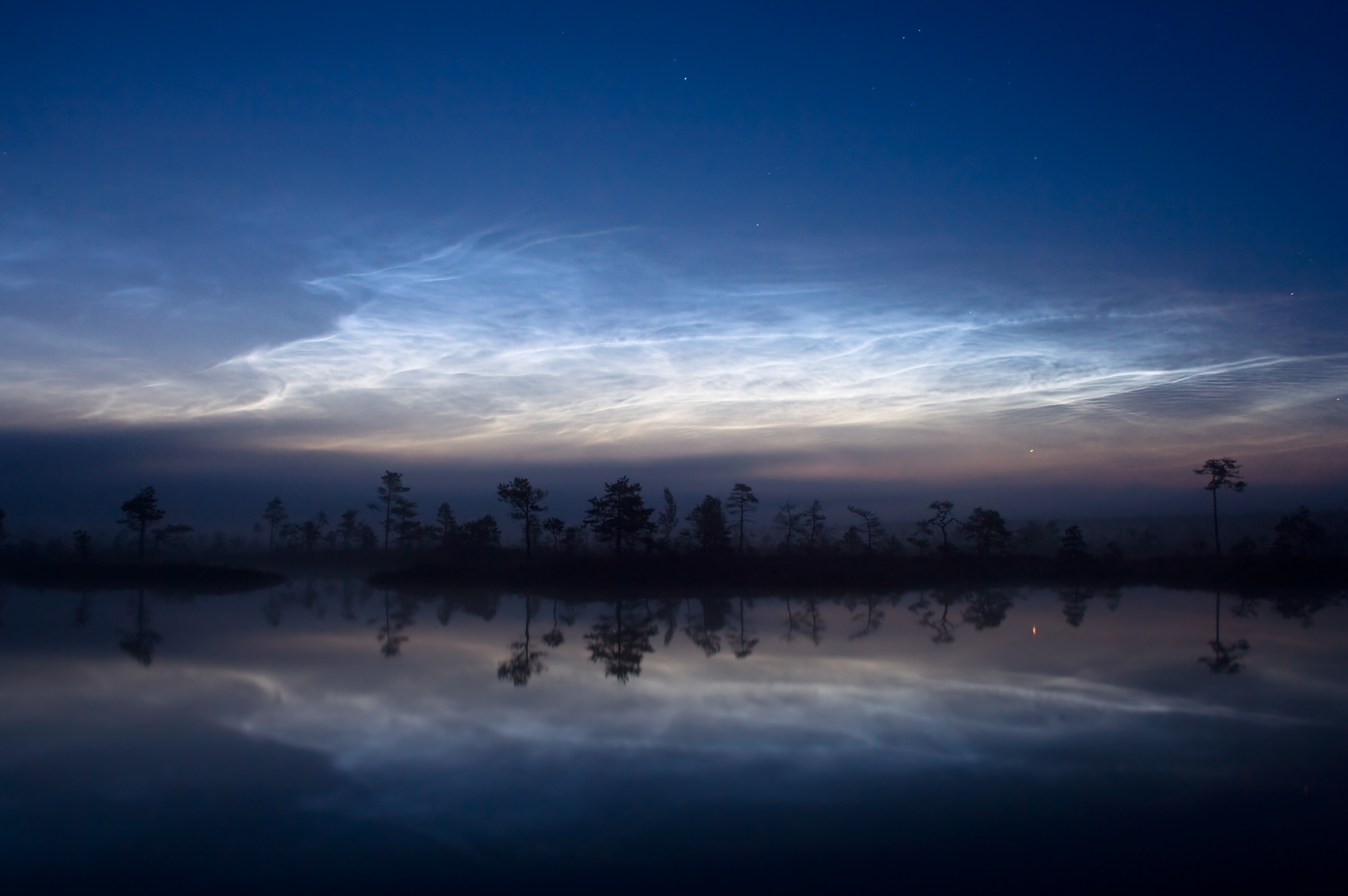
Vista do Parque Nacional de Soomaa.

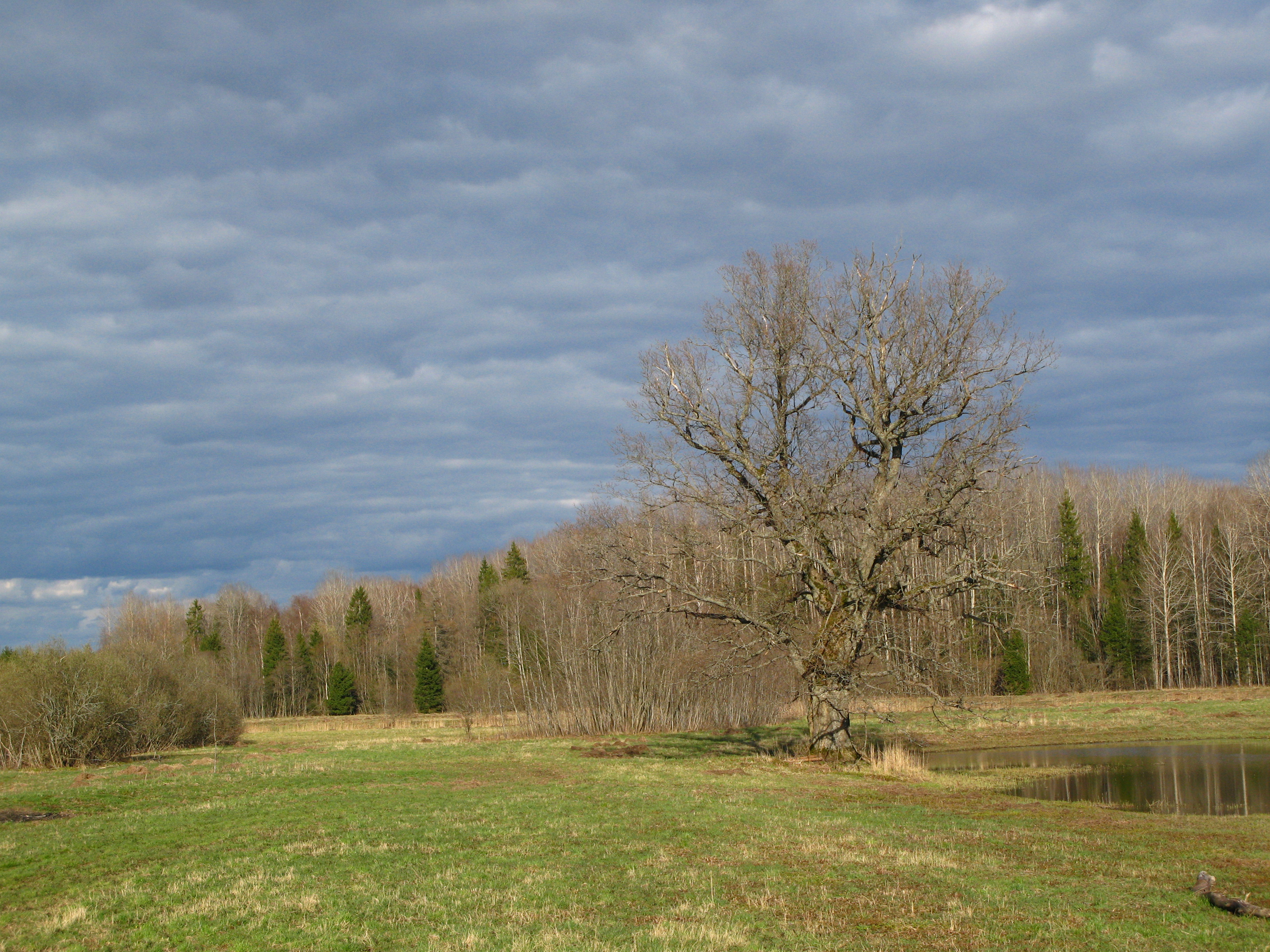

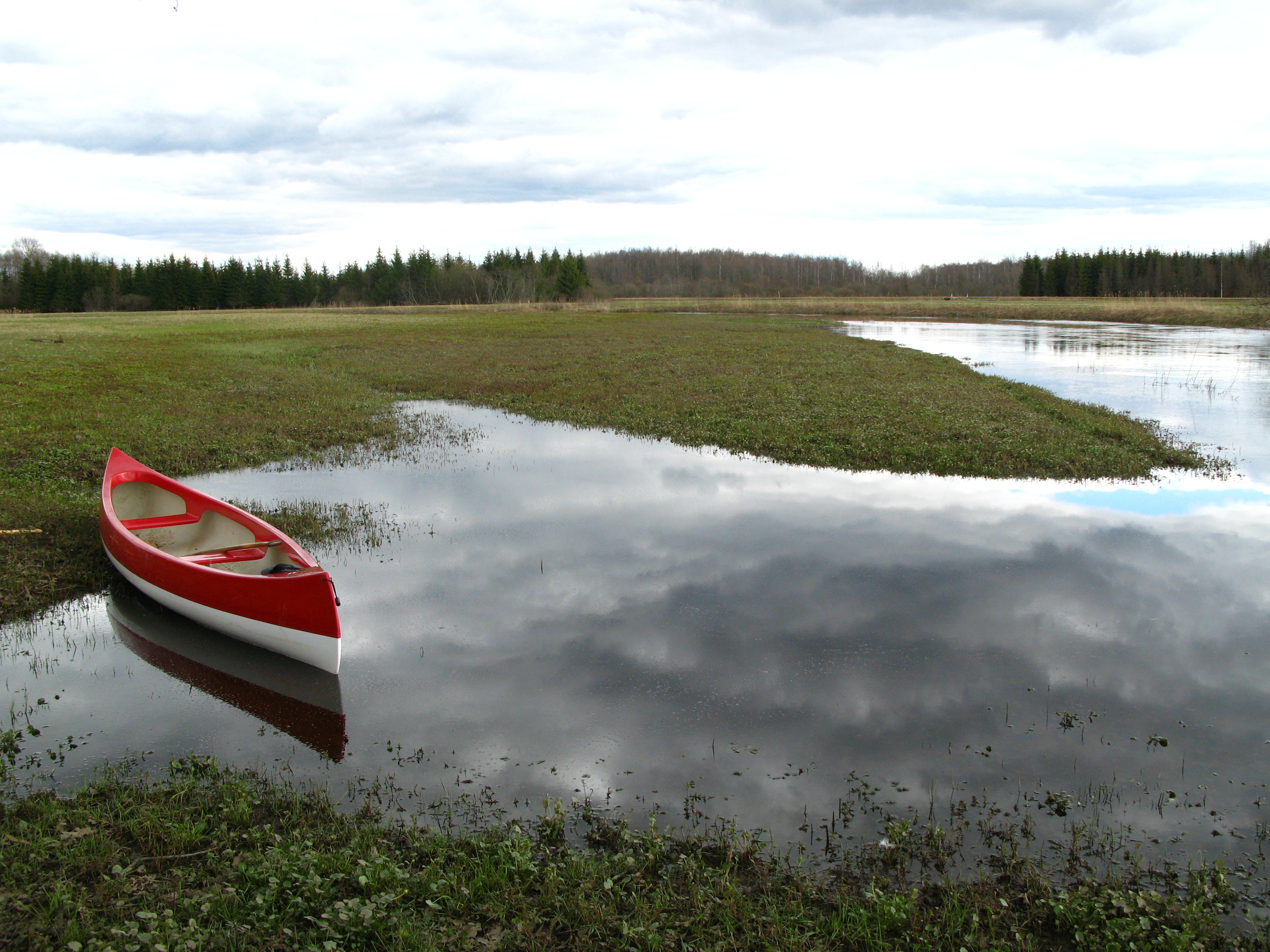
Lago Soomaa

O Parque Nacional de Soomaa é um parque no sudoeste de Estónia. Soomaa (transl: Terra de Pântanos) certamente foi designado por se tratar de um grande complexo (400 km²) de cinco extensos pântanos, localizados na captação de um dos maiores rios do país - o Rio Pärnu. Soomaa foi incluído como uma das mais importantes zonas de proteção da natureza da Europa em 1997, se tornando uma área do biótopo CORINE. Desde 17 de junho de 1997, está também na lista dos pântanos de Ramsar, e em 1998 foi sugerido que o Parque Nacional de Soomaa deveria ser incluído na lista de Patrimônios mundias mantido por UNESCO.
A característica do parque nacional é que ele possui uma quinta estação - as inundações que ocorrem regularmente entre o  inverno e a primavera.